# Hyla chrysoscelis
Hyla chrysoscelis är en groddjursart som beskrevs av Cope 1880. Hyla chrysoscelis ingår i släktet Hyla och familjen lövgrodor. IUCN kategoriserar arten globalt som livskraftig. Inga underarter finns listade i Catalogue of Life.